# (3000) Леонардо
(3000) Леонардо (итал. Leonardo) — типичный астероид главного пояса, который принадлежит к спектральному классу B. Он был открыт 2 марта 1981 года американским астрономом Шелте Басом в обсерватории Сайдинг-Спринг и назван в честь великого итальянского художника и учёного эпохи возрождения Леонардо да Винчи.

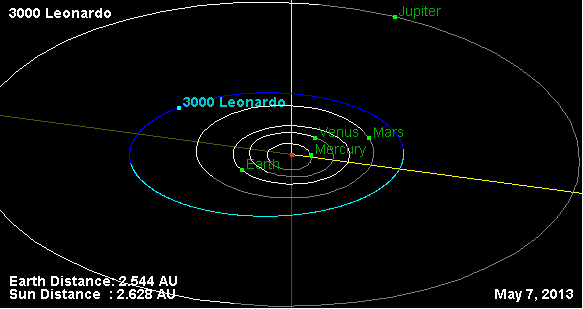
Орбита астероида Леонардо и его положение в Солнечной системе